# Mambo Taxi
Mambo Taxi – czternasty album studyjny jamajskiej sekcji rytmicznej Sly & Robbie.
Płyta została wydana 29 lipca 1997 roku przez brytyjską wytwórnię Island Records. Znalazły się na niej covery znanych motywów filmowych w aranżacji muzyki reggae oraz dub. Produkcją nagrań zajęli się Dunbar i Shakespeare, we współpracy z Lloydem Willisem. W roku 2009 nakładem Island ukazała się reedycja albumu, zawierająca także dwa dodatkowe utwory.

## Lista utworów
1. "Theme From Mission: Impossible"
2. "Good, Bad & The Ugly"
3. "Fire In The Oven"
4. "La Bamba"
5. "Live It Up"
6. "Village Caller"
7. "Sunny Sunday"
8. "Mambo Taxi"
9. "Alfred Hitchcock"
10. "Theme From The Apartment"
11. "Rasta Reggae"
12. "Far Out"

### Dodatkowe utwory w reedycji
1. "Western Farm"
2. "Rasta Fiesta"

## Muzycy
- Lloyd "Gitsy" Willis - gitara, flet
- Gary Hughes - gitara basowa
- Robbie Shakespeare - gitara basowa
- Sly Dunbar - perkusja
- Ansel Collins - fortepian
- Franklyn "Bubbler" Waul - fortepian
- Robert Lynn - fortepian, keyboard
- Neville Hinds - keyboard
- Dean Fraser - saksofon
- Stephen "Cat" Coore - wiolonczela
- Ronald "Nambo" Robinson - puzon
- Jon Williams - wokal w utworze "Western Farm"
- Chavel "Chevelle" Sims - wokal w utworze "La Bamba"
- Owen "Ambelique" Silvera - wokal w utworze "La Bamba"